# Original Ärztesoundtrack zum Film "Richy Guitar"
«Original Ärztesoundtrack zum Film "Richy Guitar"» es un sencillo compuesto por la banda de punk rock alemana Die Ärzte. Fue utilizado para formar parte de la banda sonora de la película "Richy Guitar", dirigida por Michael Laux y protagonizada por la banda alemana. 

## Richy Guitar
La película está protagonizada por el cantante de Die Ärzte Farin Urlaub, quien interpreta el papel principal. Richard (Richy) Schrader es un joven guitarrista que pretende hacerse popular en Berlín triunfando en el mundo de la música con su banda. Tener éxito como guitarrista es el principal objetivo de Richy, así que funda una banda con sus amigos Igor, batería, y Hans, bajo. Estos papeles son interpretados por los otros dos componentes de Die Ärzte, Bela B. y Sanhie. A pesar del empeño que los jóvenes músicos muestran, el deseo de Richy fracasa debido a una serie de complicaciones que le llevarán a distanciarse de sus compañeros. 
La banda sonora de la película está formada por tres canciones de Die Ärzte: Teenager Liebe, Grace Kelly y Ärztetheme, las cuales son interpretadas en la película por el grupo de Richy. 
La película fue rodada en el oeste de Berlín, en la Wilmersdorfer Straße, en el Kurfürstendamm, en la AVUS y en los puentes Yorckbrücken. La conocida cantante alemana de pop rock Nena también actúa en la película. Su actuación tuvo lugar en el Metropol, en la plaza Nollendorfplatz.
La película salió a la luz en vídeo por primera vez en octubre de 1985, y a partir de 2002 en DVD. En 2011 se publicó en disco Blu-ray, pero sin el material añadido.

## Sound Track
1. "Teenager Liebe" (Urlaub) - 2:54 *
2. "Grace Kelly" (Urlaub) - 2:18
3. "Ärztetheme" (Felsenheimer, Runge, Urlaub) - 1:55

- Datos: Q7102606